# Challenger de Santiago 2017
El torneo Challenger ATP Cachantún Cup 2017 fue un torneo profesional de tenis. Pertenece al ATP Challenger Series 2017. Se disputó su 10.ª edición sobre superficie tierra batida, en Santiago, Chile entre el 6 y el 11 de marzo de 2017.

## Jugadores participantes del cuadro de individuales
| Favorito | País                 | Jugador              | Rank1 | Posición en el torneo |
| -------- | -------------------- | -------------------- | ----- | --------------------- |
| 1        | Bandera de Brasil    | Rogério Dutra Silva  | 84    | CAMPEÓN               |
| 2        | Bandera de Argentina | Nicolás Kicker       | 100   | Segunda ronda         |
| 3        | Bandera de Austria   | Gerald Melzer        | 107   | Primera ronda         |
| 4        | Bandera de Japón     | Taro Daniel          | 117   | Cuartos de final      |
| 5        | Bandera de Bélgica   | Arthur De Greef      | 120   | Segunda ronda         |
| 6        | Bandera de España    | Íñigo Cervantes      | 125   | Primera ronda         |
| 7        | Bandera de Italia    | Alessandro Giannessi | 127   | Primera ronda, retiro |
| 8        | Bandera de Brasil    | João Souza           | 131   | Cuartos de final      |

- 1 Se ha tomado en cuenta el ranking del 27 de febrero de 2017.

### Otros participantes
Los siguientes jugadores recibieron una invitación (wild card), por lo tanto ingresan directamente al cuadro principal (WC):
- Tomás Barrios
- Nicolás Jarry
- Hans Podlipnik-Castillo
- Matías Soto

Los siguientes jugadores ingresan al cuadro principal tras disputar el cuadro clasificatorio (Q):
- Guilherme Clezar
- Hugo Dellien
- Christian Lindell
- Juan Pablo Varillas

## Campeones

### Individual Masculino
- Rogério Dutra Silva derrotó en la final a  Nicolás Jarry, 7–5, 6–3

### Dobles Masculino
- Tomás Barrios /  Nicolás Jarry derrotaron en la final a  Máximo González /  Andrés Molteni, 6–4, 6–3